# Hegedüs Sándor (közgazdász)

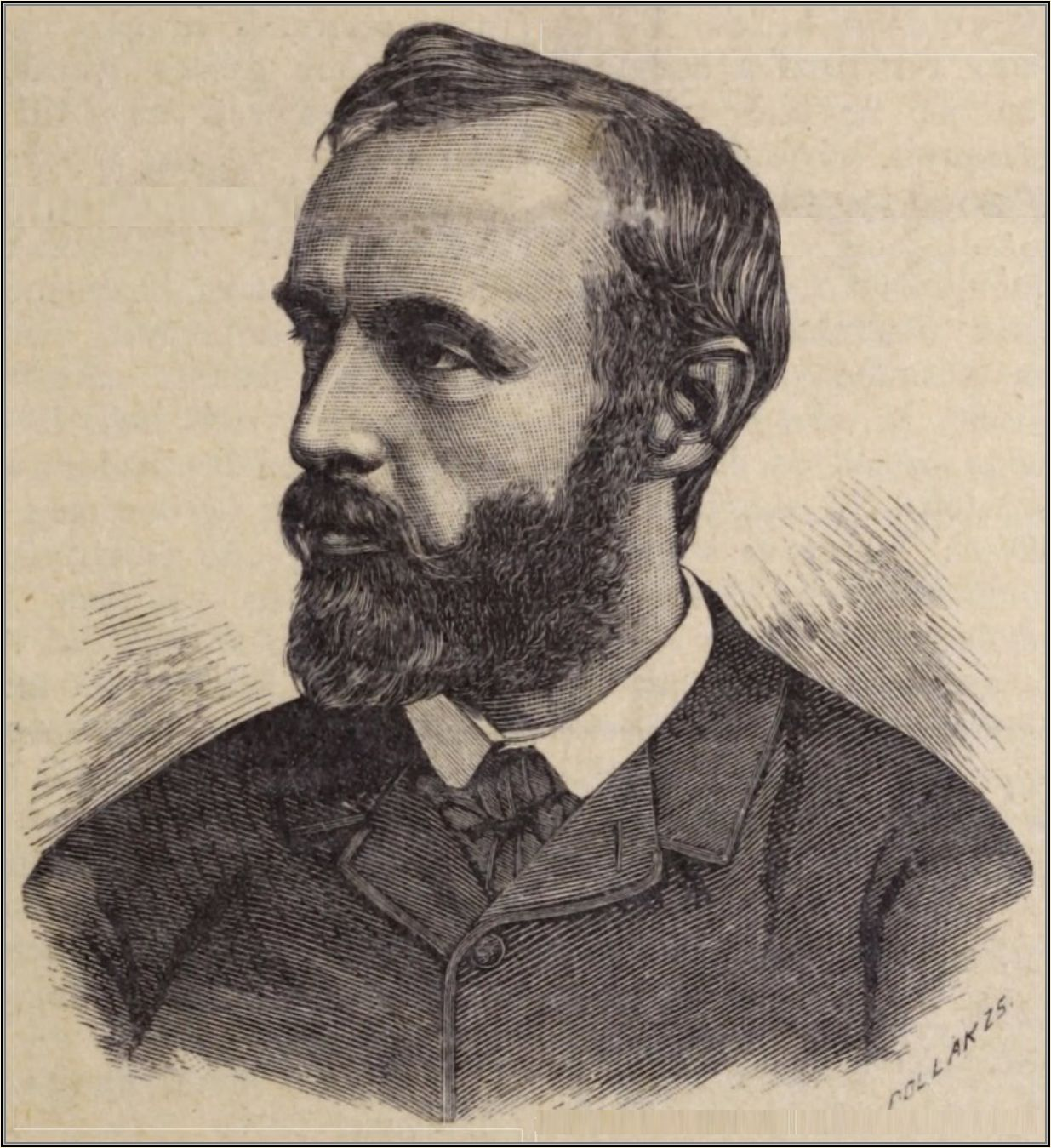
Hegedüs Sándor 1886-ban

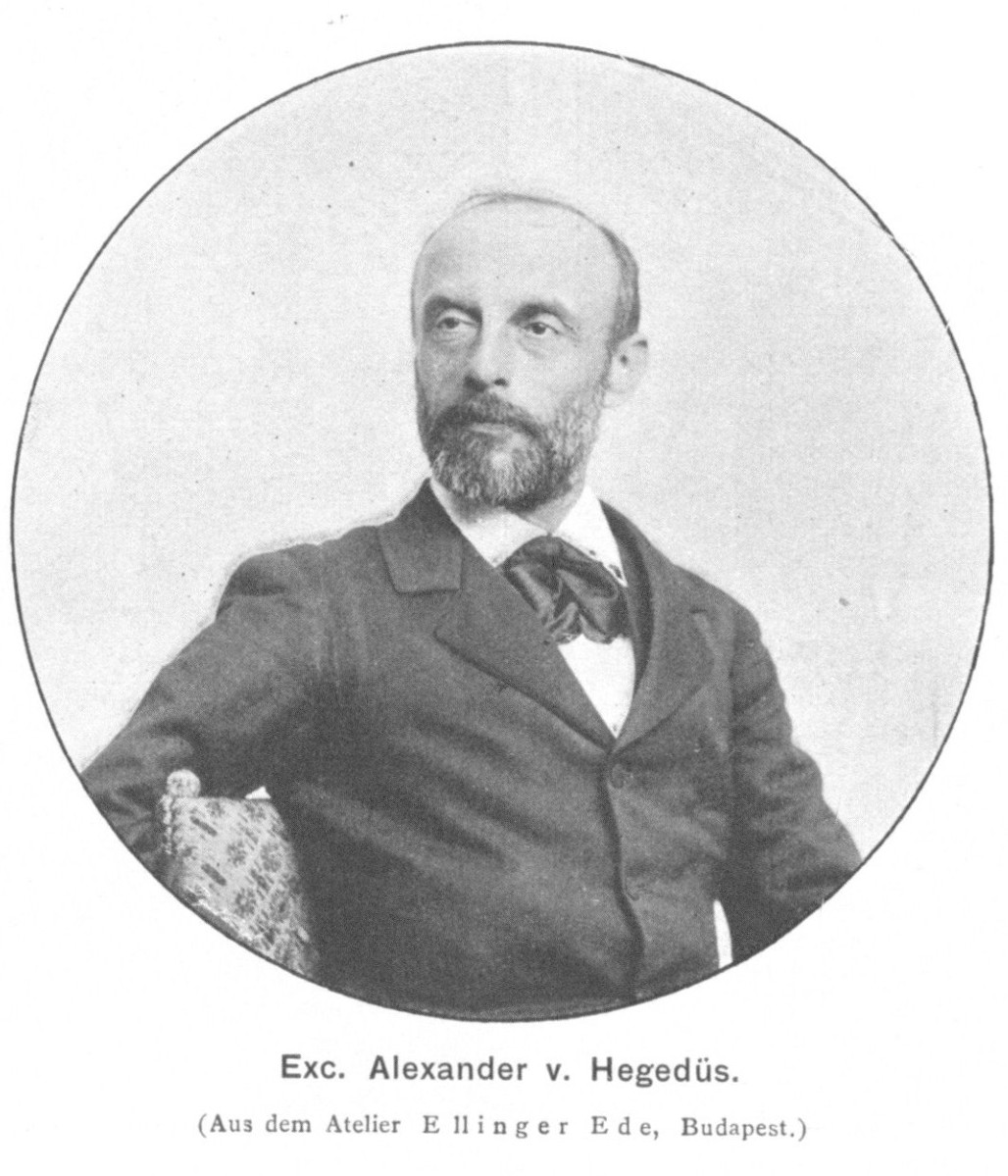
Hegedüs Sándor 1901-ben

Magyarzsákodi Hegedüs Sándor  (Kolozsvár, 1847. április 22. – Budapest, 1906. december 28.) magyar újságíró, politikus, országgyűlési képviselő, miniszter, a Magyar Tudományos Akadémia tagja.

## Életpályája
Családja székely nemesi ág, amely az Udvarhely vármegyei Magyarzsákodot tekinti ősi helyének és az előnevük is a település nevéből származik.
Édesapja ügyvéd volt, aki a közszolgálatban tevékenykedett. Az 1848-49-es szabadságharcban való részvétele miatt hosszú ideig nem folytathatta ügyvédi pályáját. Édesanyja kőváradi Várady Anna, egy kolozsvári ügyvéd leánya. A család nagy anyagi nehézségekkel küzdött, ami miatt a gyermekeiket csak nagy nélkülözések közepette tudták tanítani.
A kolozsvári református kollégiumban tanult, ahol a történelemre Sámi László tanította és rendkívül megkedvelte a fiatal, éles eszű diákot. Sárkány Ferenc is tanára volt.
1865-től Pesten jogot tanult. Itt is találkozott egy nagy tudású oktatóval, Kautz Gyulával, és neki volt a kitüntetett növendéke. Nemzetgazdaság és a pénzügy voltak a kedvenc tárgyai, az itt szerzett tudását később nagyszerűen tudta hasznosítani a gyakorlatban.
1871-ben feleségül vette Jókai Mór testvérének, Károlynak a leányát, Jókay Jolánt, aki később írónőként maga is ismert lett. A házasságból három gyermekük született: Róza, Lóránt és Sándor. A későbbiekben nagyon bensőséges viszony alakult ki Jókai Mór és közötte.

## Újságírói tevékenysége
Döntő fordulatot hozott életében, amikor A Hon című politikai napilapnak az újságírója, később pedig vezércikk-írója lett. Ennek az újságnak alapítója és főszerkesztője Jókai Mór volt. Hatalmas energiával dolgozott, alig volt nap, hogy ne jelent volna meg valami a tollából.
E befolyásos lap révén olyan politikai kapcsolatokra tett szert, amelyek a későbbiekben előrehaladását és az életben való jobb boldogulását szolgálták.
A Kolozsváron megjelenő Magyar Polgár balközép szemléletű politikai napilapba is jelentek meg 1875-től rendszeresen vezércikkei.

## Politikai tevékenysége
1875-től 1906-ig a Szabadelvű Párt országos képviselője. 1875-ben Abrudbánya választotta meg képviselőjének. 1878-tól a pénzügyi bizottság egyik vezető alakja, számos fontos törvényjavaslat előterjesztője. 22 éven keresztül előadója volt a költségvetési javaslatoknak. A parlament egyik elsőrangú közgazdasági és pénzügyi szaktekintélyének ismerték el.
1905-ben a főrendiház tagja lett.

## Miniszteri munkája
A Szabadelvű Párt többször jelölte pénzügyminiszternek, de számtalanszor visszautasította a felkérést. Végül 1899 februárjában elfogadta a felkérést és 1902. márciusig a kereskedelem-ügyi minisztériumot vezette Széll Kálmán kormányában. Az akkori törvények szerint az ipar, a kereskedelem, a közlekedés és a statisztikai hivatal irányítása tartozott feladatába. Programnyitó miniszteri beszédét nagy lelkesedéssel fogadták a parlamenti képviselők. Nagy figyelmet szentelt az iparfejlesztésnek. Minisztersége évében elképesztő módon növekedett a magyar ipar. Az eredményesség egyik alapja, hogy az állami támogatásokra egy nagyon jól működő közszállítási rendszert dolgoztatott ki. Akárcsak elődje, Baross Gábor, ő is szívügyének tekintette az úthálózat, a vasutak, a hajózás és a posta fejlesztését.

## Egyéb tevékenységei
A Magyar Tudományos Akadémia először 1885. május 28-án levelező tagjává és azt követően 1893. május 12-én pedig rendes taggá választotta.
1902-ben a Dunántúli Református Egyházkerület főgondnokává választották. Nagyon sokszínű és hasznos tevékenységet végzett az egyházi érdekek szolgálatában. A pesti református főgimnázium építéséhez jelentős összeggel járult hozzá. Hasonló módon támogatta szülővárosában a teológiai fakultást és a kolozsvári református kollégium létrejöttét.
A Magyar Történelmi Társulat alapító tagja és a társulat pénzügyeit intéző gazdasági bizottságnak több mint 15 éven át volt az elnöke.
Még miniszteri munkája mellett is folyamatosan edzette magát, szenvedélyesen sportolt, a Nemzeti Tornaegyletnek egy ideig az elnöki tisztét is betöltötte.
Sírja a Fiumei úti sírkertben van (Árkádsor, jobb oldal: 6.), ahol családjával együtt nyugszik. 

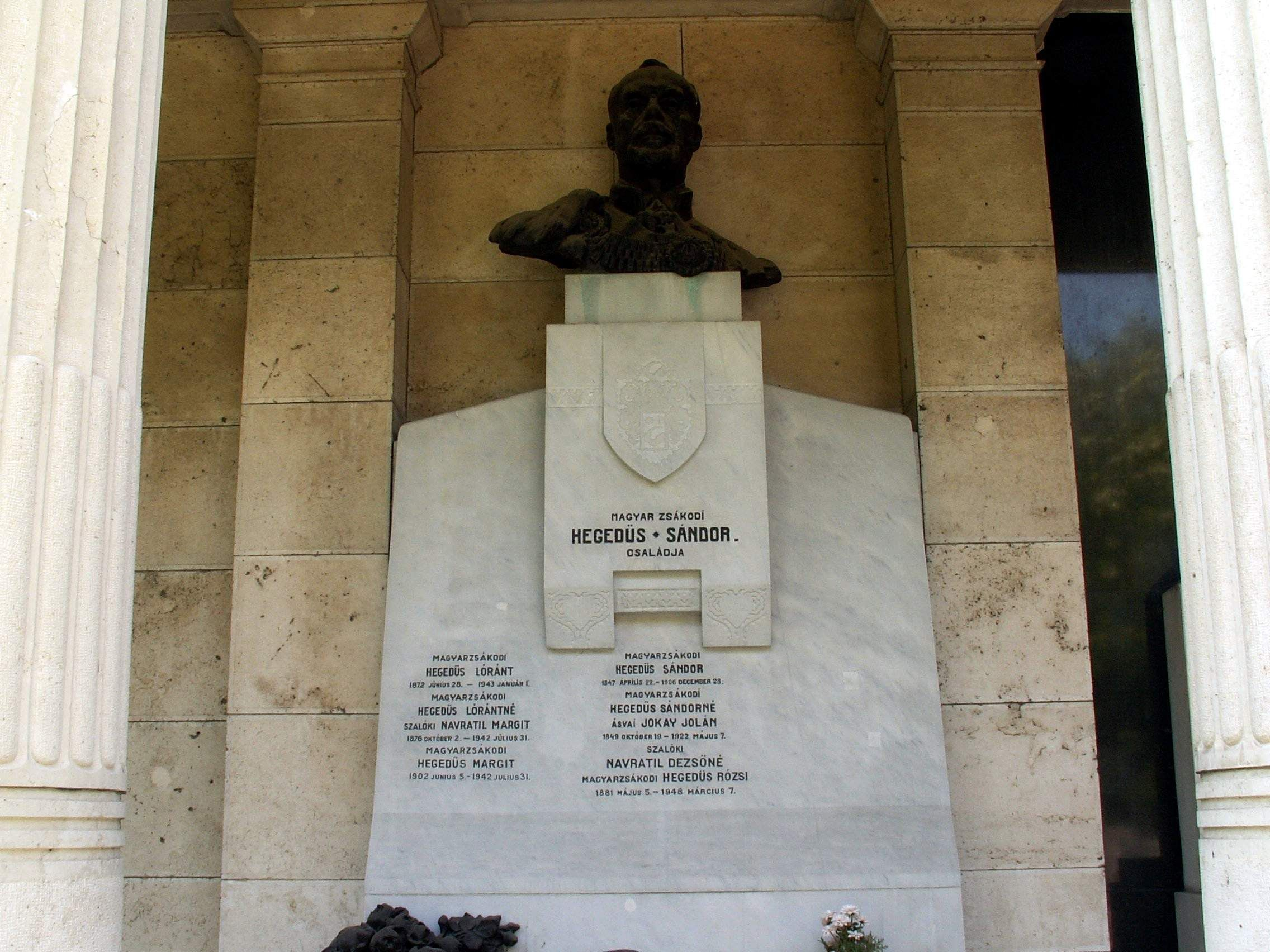
A Hegedüs család sírboltja. Fiumei úti sírkert: Árkádsor jobb oldal: 6. Alkotó: Ligeti Miklós

## Jelentősebb munkái
- Tíz év az osztrák bank történetéből. Bpest: (kiadó nélkül). 1874.
- Az önkormányzat és pénzügye. Bpest: (kiadó nélkül). 1878.   Online
- Iparunk és az ipartörvény. Bpest: (kiadó nélkül). 1880.
- A bankkérdés az 1881. évi valutakongresszuson. Bpest: (kiadó nélkül). 1881.
- A latin államok pénzszövetsége. Bpest: (kiadó nélkül). 1886.
- Az árak tényezőiről és törvényeiről.  1889.
- A cukor és szeszadó. Budapest: (kiadó nélkül). 1890.
- A betétüzlet fejlődéseinek az irányairól.  1894.
- Az adóeszmény. Budapest: Magyar Tudományos Akadémia. 1894.

## Emlékezete
- Antal Géza: Hegedüs Sándor emlékezete. Budapest: (kiadó nélkül). 1908.

## Díjai, elismerései
- Ferenc József magyar király 1893-ban a Lipótrend középkeresztjével tüntette ki.
- Abrudbánya díszpolgára (1892)